# Voodoo Academy
Pour plus de détails, voir Fiche technique et Distribution.
Voodoo Academy est un film américain réalisé par David DeCoteau, sorti directement en vidéo en 2000.

## Synopsis
Christopher est admis au Carmichael Bible College, une université religieuse et fait la connaissance des élèves ainsi que du révérend et de la directrice, la belle madame Bouvier. Au cours des nuits suivantes, il remarquera que ses camarades se font un par un transformer en poupées...

## Fiche technique
- Titre : Voodoo Academy
- Réalisation : David DeCoteau
- Scénario : Matthew Jason Walsh
- Photographie : Howard Wexler
- Costumes : Edward Reno Hibbs
- Production : Kirk Hansen
- Société de production : Cult Video
- Pays d'origine :  États-Unis
- Langue : Anglais
- Format : Couleur — 35 mm — 2,35:1 — Son : Stereo
- Genre : Film d'horreur, Film de fantasy, Film érotique, Thriller
- Durée : 92 minutes

## Distribution
- Riley Smith : Christopher
- Debra Mayer : Madame Bouvier
- Chad Burris : Réverend Carmichael
- Kevin Calisher : Billy
- Huntley Ritter : Rusty
- Drew Fuller :Paul
- Ben Indra : Mike
- Travis Sher : Sam
- Rhett Jordan : Blake